# Coleophora infolliculella
Coleophora infolliculella é uma espécie de mariposa do gênero Coleophora pertencente à família Coleophoridae.